# Silla (rapper)
Silla, in precedenza Godsilla, pseudonimo di Mathias Schulzel (Berlino, 5 maggio 1984), è un rapper tedesco.

## Biografia
Silla è nato e cresciuto a Berlino in una famiglia del ceto medio. Suo padre era un poliziotto e sua madre era una segretaria. Mentre frequentava la scuola conobbe King Orgasmus One, proprietario dell'etichetta indipendente I Luv Money Records. King Orgasmus Ond creò l'alias di Mathias Schulze (Godzilla) e lo introdusse nel mondo del rap.
Nel 2004 pubblicò il suo primo album da solista Übertalentiert . L'album vendette 3 500 copie, senza suscitare però l'interesse della stampa e dei media. Un anno dopo seguì il suo album insieme a King Orgasmus One, Schmutzige Euros .
Nel 2005 il rapper Bushido mostrò il proprio interesse per Godsilla, proponendogli un contratto con la sua casa discografica, la Ersguterjunge. Godsilla rifiutò, in quanto già legato alla label I Luv Money Records con la quale aveva un contratto firmato.
L'11 settembre del 2006 pubblicò il secondo album da solista Massenhysterie , mentre agli inizi del 2007 pubblicò il secondo album, in collaborazione con King Orgasmus One, "Schmutzige Euros 2" . In quel periodo Godsilla strinse una grande amicizia con il rapper Fler. Seguirono infatti molte collaborazioni fra i due rapper.
Il 26 ottobre del 2007 pubblicò il terzo album da solista, City of God .
L'anno seguente, come promesso da Fler, venne pubblicato l’album in collaborazione dei due rapper, Südberlin Maskulin. L'album raggiunse il 22º posto nella Media Control Charts.
Nel febbraio del 2009 annunciò che il contratto con l’etichetta I Luv Money Records era scaduto. Con la I Luv Money Records avrebbe comunque dovuto produrre almeno due album entro il 2012.
Nel mese di aprile del 2010, la casa di produzione cinematografica giapponese Tōhō, titolari dei diritti della figura di Godzilla, minacciò contro di lui un'azione legale.  Lo accusarono di aver copiato il nome del mostro giapponese. Il rapper perse la causa contro la Tōhō. Poco dopo decise di eliminare la sua home page e di cambiare il suo nome d'arte in "Silla".
Nel marzo del 2011, Silla pubblicò il suo attesissimo quarto album da solista, Silla Instinkt. L'album si piazzò al 30º posto nella Media Control Charts. Nel settembre del 2011 il rapper abbandonò definitivamente l'etichetta “I Luv Money Records” per approdare nella label indipendente “Maskulin” dell'amico Fler, con la quale firmò un contratto musicale fino al 2015.
Il 9 marzo del 2012 venne pubblicato il secondo album più apprezzato dai fan di Fler e Silla, Südberlin Maskulin 2, che si posizionò al 6º posto nella Media Control Charts. L'8 giugno 2012 venne pubblicata dall'etichetta I Luv Money Records, la prima compilation del rapper, la Monsterbox. Il disco è una raccolta che contiene, oltre ad alcuni brani già pubblicati in passato, l'inedito Wiederbelebt. Il quinto album da solista di Silla, dal titolo Die Passion Whiskey, fu pubblicato il 7 dicembre 2012 dall'etichetta indipendente Maskulin.

## Discografia

### Album studio
| Anno | Titolo              | Posizione massima | Posizione massima | Posizione massima |
| Anno | Titolo              | GER               | AT                | CH                |
| ---- | ------------------- | ----------------- | ----------------- | ----------------- |
| 2004 | Übertalentiert      | -                 | -                 | -                 |
| 2006 | Massenhysterie      | -                 | -                 | -                 |
| 2007 | City of God         | -                 | -                 | -                 |
| 2011 | Silla Instinkt      | 30                | 51                | 60                |
| 2012 | Die Passion Whiskey | 15                | 35                | 33                |

### Album in collaborazione
| Anno | Titolo                                 | Album Classifiche | Album Classifiche | Album Classifiche |
| Anno | Titolo                                 | GER               | AT                | CH                |
| ---- | -------------------------------------- | ----------------- | ----------------- | ----------------- |
| 2005 | Schmutzige Euros (con King Orgasmus)   | -                 | -                 | -                 |
| 2007 | Schmutzige Euros 2 (con King Orgasmus) | -                 | -                 | -                 |
| 2008 | Südberlin Maskulin (con Fler)          | 22                | -                 | 81                |
| 2012 | Südberlin Maskulin 2 (con Fler)        | 6                 | 11                | 7                 |

### Mixtape
- 2011: Maskulin Mixtape Vol.1 (con Fler e G-Hot)
- 2012: Maskulin Mixtape Vol.2 (con Fler, G-Hot e Nicone)

### EP
- 2012: Die Passion

### Raccolte
| Anno | Titolo                                                                                             | Album Classifiche | Album Classifiche | Album Classifiche |
| Anno | Titolo                                                                                             | GER               | AT                | CH                |
| ---- | -------------------------------------------------------------------------------------------------- | ----------------- | ----------------- | ----------------- |
| 2012 | Monsterbox (comprende gli album: Übertalentiert, Massenhysterie, City of God e Wiederbelebt + DVD) | 10                | 32                | -                 |

### Singoli
| Anno | Titolo                                    | Classifica singoli | Classifica singoli | Classifica singoli | featuring       |
| Anno | Titolo                                    | GER                | AT                 | CH                 | featuring       |
| ---- | ----------------------------------------- | ------------------ | ------------------ | ------------------ | --------------- |
| 2008 | Ich bin ein Rapper Südberlin Maskulin     | –                  | –                  | –                  | (con Fler)      |
| 2010 | Vogel flieg Silla Instinkt                | –                  | –                  | –                  | (Kitty Kat)     |
| 2012 | Bleib wach / Pitbull Südberlin Maskulin 2 | 79                 | –                  | –                  | (con Fler)      |
| 2012 | Die Passion Die Passion Whiskey           | –                  | –                  | –                  |                 |
| 2013 | Der erste Winter Die Passion Whiskey      | –                  | –                  | –                  | Cassandra Steen |

### Dissing
- 2008: Guten Rutsch (Diss verso Bushido)
- 2009: Früher wart ihr Fans (Fler feat. Kitty Kat & Godsilla) (Diss verso Kollegah)

### Altre pubblicazioni
- 2004: Du bist ein... (Godsilla feat. She-Raw, King Orgasmus & Bass Sultan Hengzt)
- 2004: So und nicht anders (feat. Vero One) (Freetrack)
- 2005: Ich bin hier (Freetrack)
- 2005: Pörnchen Collabo (King Orgasmus feat. Godsilla, Vero One, She-Raw, Bass Sultan Hengzt, & Serk)
- 2005: Die Stimme der Nation (Bushido feat. Godsilla)
- 2006: Nur ein Leben (Massiv feat. Godsilla)
- 2006: Übermacht (Massiv feat. Godsilla)
- 2006: Meine Gegend (MC Basstard & Massiv feat. Godsilla)
- 2006: Ich bin drauf (MC Basstard & Massiv feat. Godsilla)
- 2006: Keine Angst (Bass Sultan Hengzt feat. Godsilla)
- 2007: Deadly Games (Bass Sultan Hengzt feat. Godsilla)
- 2007: In den Jeans (Bass Sultan Hengzt feat. Godsilla & King Orgasmus)
- 2007: Wir ändern uns nie (Godsilla feat. Fler)  (Freetrack)
- 2008: Ich frage mich (Freetrack)
- 2008: Grauenhaft Verzerrt (Freetrack)
- 2008: Himmelfahrtskommando Orgi Pörnchen 5 (Album)
- 2008: Macht Platz (Amir feat. Godsilla & King Orgasmus)
- 2008: Alarmstufe Rot (Joka feat. Godsilla)
- 2008: Wo gehöre ich hin? (Joka feat. Godsilla)
- 2008: Pass auf (Fler feat. Godsilla & She-Raw)  Fremd im eigenen Land (Album)
- 2008: Nacht und Nebel aktion (Fler feat. Godsilla)  Fremd im eigenen Land (Album)
- 2008: Geld oder Tot (Fler feat. Godsilla)  Fremd im eigenen Land (Album)
- 2008: Südberlin Maskulin (Fler feat. Godsilla)  Fremd im eigenen Land (Album)
- 2008: Alles meins (Fler feat. Godsilla)  Fremd im eigenen Land (Album)
- 2008: Das Problem (Fler feat. Godsilla)  Fremd im eigenen Land (Album)
- 2008: Du willst streit ? (Fler feat. Godsilla)  (Freetrack)
- 2008: Kriegsmusik  (Freetrack)
- 2008: ILM am Asphallt (Nazar feat. Godsilla)
- 2008: Anti Ansage (Kitty Kat, B-Tight & Fler feat. Godsilla & Ozan)
- 2008: Wenn sie kommen (Fler feat. Godsilla)
- 2008: Silla Instinkt
- 2008: Schicksal (Brisk Fingaz feat. Godsilla)
- 2008: Für dich (feat. Fler & Reason)  (Freetrack)
- 2008: Hurensohn (feat. Fler & Reason)  (Freetrack)
- 2009: Baby (feat. Fler & Reason)  (Freetrack)
- 2009: Gangsta Rapper (Fler feat. Godsilla & Reason)
- 2009: Rap Electro Schock (Fler feat. Godsilla)
- 2009: Was ist Peace ?! (Fler feat. Godsilla & Sera Finale)
- 2009: Glühbirne (feat. JoKa & Mo Trip)  (Freetrack)
- 2009: Goldkettentrend III (Bass Sultan Hengzt feat. Godsilla & Amar)
- 2009: Silla mit den killa (Nazar feat. Godsilla)
- 2009: Dankeschön (Jeyz feat. Godsilla & Amaris)
- 2009: Baby (feat. Fler & Reason)  (Freetrack)
- 2010: King  Affenzirkus - Hart Und Direkt (Album)
- 2010: Fuck Tha Police 2010 (Azad feat. Godsilla & Navigator)
- 2010: Genauso  (Freetrack)
- 2010: Punisher  (Freetrack)
- 2010: Kopfgefickt (Fler feat. Silla)
- 2010: Was ist Rap für dich ? (feat. MoTrip)  (Freetrack)
- 2010: Halt die Fresse 3 Allstars (feat. Harris, Said, Manuellsen, Haftbefehl, Animus, Alpa Gun, Automatikk, Sinan-G, Massiv, Illy Idol, CosCash & CroniK)  (Freetrack)
- 2010: Columbine! (feat. Twin, Criz & Haftbefehl)  (Freetrack)
- 2010: Yo "Remix" (Raf Camora feat. Nazar, Chakuza, Joka, Mo Trip, Tua, D-Bo, Tarek & Silla)  Therapie nach dem Album (Album)
- 2010: Stirb langsam (King Orgasmus feat. Silla & Blokkmonsta)
- 2010: Unzensiert (Joka feat. King Orgasmus & Silla)  Jokamusic (Album)
- 2010: Homie (Reason feat. Fler & Silla)  Weiße Jungs bringen's nicht (MixTape)
- 2010: Maskulin 2010 (Reason feat. Silla)  Weiße Jungs bringen's nicht (MixTape)
- 2010: Cypher (Reason feat. Fler & Silla)  Weiße Jungs bringen's nicht (MixTape)
- 2010: Die Bombe (Reason feat. Fler & Silla)  Weiße Jungs bringen's nicht (MixTape)
- 2010: Mein Geld (Reason feat. Silla)  Weiße Jungs bringen's nicht (MixTape)
- 2010: Maskulin ist im Gebäude (Reason feat. Fler & Silla)  Weiße Jungs bringen's nicht (MixTape)
- 2010: Zeitmaschine (Pa Sports feat. Silla)  Streben nach Glück (Album)
- 2010: Kinderaugen (feat. Jonesmann)  (Freetrack)
- 2011: Die Sterne die auf's Ghetto knallen (Massiv feat. Silla)  Blut gegen Blut 2 (Album)
- 2011: 5 Minuten Ruhm (KC Rebell feat. PA Sports, Manuellsen & Silla)  Derdo Derdo (Album)
- 2011: Die Streets (Nicone feat. Silla)  Nicotine (Album)
- 2011: Polosport Massenmord (Fler] feat. Silla & MoTrip)  Airmax Muzik II (Album)
- 2011: Kein Fan davon (Fler feat. Silla & MoTrip)  Airmax Muzik II (Album)
- 2011: Echte Gangster tanzen nich (Fler feat. Silla & MoTrip)  Airmax Muzik II (Album)
- 2011: Was geht bei dir ? (Bizzy Montana feat. Silla)  Ein Hauch von Gift (Album)
- 2011: Scheiss auf Hip-Hop (Beirut feat. Silla)  Nackenklatscher (Album)
- 2011: Immer noch kein Fan davon (Fler feat. Silla & MoTrip)  Im Bus ganz hinten (Album)
- 2012: Kettenreaktion (MoTrip feat. Joka & Silla)  Embryo (Album)
- 2012: Rapführerschein (MoTrip feat. Silla)  Embryo (Album)
- 2012: Vergessen wie man lacht (Lonyen feat. MoTrip & Silla)  Unter die Haut (Album)
- 2012: Meine Freunde (Lonyen feat. Silla)  Unter die Haut (Album)
- 2012: Bis das Mic fällt (Lonyen feat. Silla)  Unter die Haut (Album)
- 2012: Schlaflos (Lonyen feat. Silla)  Unter die Haut (Album)
- 2012: Zu Gangster (Fler feat. Silla)  Hinter blauen Augen (Album)
- 2012: Du bist es wert (Fler feat. Silla & Moe Mitchell)  Hinter blauen Augen (Album)
- 2012: Arrogant uf em Beat (Silla & G-K)  (Freetrack)
- 2013: Ertränk den Alkohol (Alpa Gun feat. Silla)  Alles kommt zurück (Album)
- 2013: Echte Männer (Fler feat. Silla & G-Hot)  Blaues Blut (Album)
- 2013: Die Liga der Kriminellen (Fler feat. Silla & G-Hot)  Blaues Blut (Album)

### DVD
- 2008: Südberlin Maskulin DVD